# Bertha Hintz
Bertha Hintz (* 3. Mai 1876 in Kronprinzenkoog; † 22. Mai 1967 in Marne) war eine deutsche Malerin.

## Leben

### Werdegang
Bertha Hintz studierte an der Berliner Kunstakademie mit erfolgreichem Abschluss als Zeichenlehrerin.
Um die Jahrhundertwende unterrichtete sie in Marne an der Höheren Töchterschule, die 1876 von Theodor Paulsen gegründet worden war; zu ihren Schülern gehörte unter anderem Elma Grohs-Hansen, die später mit dem Maler Hans Grohs verheiratet war. Nach der Schließung der Höheren Töchterschule unterrichtete sie an der dortigen Volksschule.
Von 1919 bis 1924 war sie im Marner Stadtrat vertreten.

### Künstlerisches Wirken
Der thematische Schwerpunkt der Ölbilder von Bertha Hintz lag im Bereich Landschaft und Stillleben, daneben auch Interieur und Porträt.
1989 fand ihr zu Ehren eine Gedächtnisausstellung in Marne statt.

## Ehrungen und Auszeichnungen
Zu Ehren von Bertha Hintz wurde die Berta-Hintz-Straße in Marne nach ihr benannt.